# (11524) Pleyel
(11524) Pleyel ist ein Asteroid des Hauptgürtels, der am 2. August 1991 vom belgischen Astronom Eric Walter Elst am La-Silla-Observatorium (IAU-Code 809) der Europäischen Südsternwarte in Chile entdeckt wurde.
Der Asteroid wurde am 26. Juli 2000 nach dem österreichischen Komponisten und Klavierbauer Ignaz Josef Pleyel (1757–1831) benannt, der 1807 in Paris die Klavierfabrik Pleyel, Wolff et Comp. gründete, die bis 2013 produzierte.